# Colobodectes
Colobodectes es un género extinto de sinápsidos dicinodontos que vivieron en el período Pérmico medio en lo que ahora es África.
El género y la única especie Colobodectes cluveri fueron descritos en 2003 a partir de un solo espécimen semiadulto encontrado en la meseta del Karoo, Sudáfrica; posteriormente han aparecido en la misma zona más individuos, tanto juveniles como adultos.